# The Silent Man (film 1917)
The Silent Man è un film muto del 1917 diretto da William S. Hart.

## Trama
Un cercatore d'oro entra in conflitto con i ricchi speculatori del posto, ma viene cacciato via. Lui, però, è deciso a tornare indietro per ripulire la città.

## Produzione
Il film - con il titolo di lavorazione Desert Dust - aveva come produttore esecutivo William S. Hart e fu prodotto dalla Thomas H. Ince Corporation e dalla William S. Hart Productions.

## Distribuzione
Distribuito dalla Famous Players-Lasky Corporation, il film - presentato da Thomas H. Ince - uscì nelle sale cinematografiche statunitensi il 26 novembre 1917. In Danimarca, venne distribuito come Ørkenens Banditter e in Francia con il titolo Le Droit d'asile.